# مديرية أخلاط
مُديريَّة أخلاط هي إحدى مُديريَّات محافظة بدليس في تركيا ومقرها بلدة أخلاط. بلغ عدد سكانها 42٫131 نسمة في عام 2021 وتبلغ مساحتها 1٫153 كم². كانت مديرية أخلاط تابعة إلى محافظة وان من عام 1929 إلى عام 1936.

## التركيبة
تتكوَّن المُديريَّة من بلديتان هما بلدية أخلاط وبلدية اوه قشله ومن ستة وعشرون قرية.